# Archiearis glaucofasciata
Archiearis glaucofasciata är en fjärilsart som beskrevs av Johann August Ephraim Goeze 1781. Archiearis glaucofasciata ingår i släktet Archiearis och familjen mätare. Inga underarter finns listade i Catalogue of Life.